# Daniel Bravo
Cet article concerne le footballeur. Pour le percussionniste du groupe Tryo, voir Daniel Bravo (musicien).
Pour les articles homonymes, voir Bravo.
Daniel Bravo, né le 9 février 1963 à Toulouse, est un joueur de football international français qui a évolué lors des premières années de sa carrière en tant que deuxième attaquant ou milieu offensif, avant de se reconvertir au poste de milieu défensif lors de son passage au Paris Saint-Germain.
En 2001, il devient consultant sportif sur les chaînes du groupe TPS avant de rejoindre le groupe Canal+ en 2007 puis BeIN Sports en 2016.
Il crée et lance ses propres stages en altitude  de perfectionnement au football à destination des plus jeunes à l’été 2021 en Cerdagne, à Bourg-Madame proche de Font-Romeu.  
Il est le père de l’acteur Lucas Bravo.

## Biographie

### Carrière de footballeur
Avant d'intégrer un sport étude Daniel Bravo débute à la JS Cugnalaise, le club où officiait José Bravo, son père Espagnol d'origine (né à Barcelone) installé dans la région toulousaine pour fuir le régime de Franco. Rapidement de nombreux clubs se pressent pour l’enrôler. En 1980 son choix se portera sur l’OGC Nice. Après une saison en équipe réserve, il fait ses débuts en D1 à 17 ans, face à Metz au poste d'attaquant. Ascension fulgurante, malgré les mauvais résultats du club. 
Il est appelé pour la première fois en équipe de France le 23 février 1982, pour une rencontre amicale contre l’Italie, à seulement 19 ans et 14 jours. La France le découvre au grand jour et il gagne son surnom de « Petit prince » en marquant le 2e but français pour sa première sélection. 
Fidèle à ses couleurs il reste une saison en D2 à Nice avant de rejoindre le grand club voisin de l’AS Monaco, en prêt dans un premier temps.
Sur le Rocher, le rêve se poursuit. Auteur d’une saison pleine avec 34 matchs, il est même retenu dans le groupe pour l’Euro 1984. Il rentre face à la Yougoslavie, remplaçant Jean-Marc Ferreri. Par la suite, sa carrière internationale s’écrira en pointillés. Sa deuxième saison monégasque est un peu plus terne, gâchée par des blessures, et Daniel Bravo rentre dans le rang. Elle redécollera en 1985 : auteur de 8 buts, il semble confirmer les espoirs placés en lui. Mais la saison suivante il se blesse gravement, à la suite d'une altercation avec Jean-Luc Ettori au cours du match AS Monaco - Sochaux. À la fin de la saison, il est échangé avec Fabrice Mège : retour à Nice. Après 2 saisons à Nice, il revient bien et termine la saison 1988/89 à 15 buts.
Il signe pour 7 ans au Paris Saint-Germain pour « prouver quelque chose ». À Paris, Daniel Bravo vivra la transition entre Borelli et l’ère Canal+. Titulaire les 2 premières saisons, l’arrivée d’Artur Jorge le cantonne au banc de touche, même s’il rentre régulièrement. Lorsque le technicien portugais part, Luis Fernandez replace Bravo l’ancien attaquant en milieu défensif, Daniel Bravo retrouve le plaisir de jouer et devient titulaire. Après une Coupe de France et une Coupe de la Ligue en 1995 puis la Coupe des Coupes 1996, Daniel Bravo part pour l’Italie, direction Parme.
Sa saison italienne est délicate ; dans un effectif étoffé il peine à trouver sa place. Après une saison, il rentre en France et pose ses valises à Lyon. Sur les bords du Rhône, il ne joue pas, la faute à des blessures. Il part alors terminer sa carrière à l’OM. Au sein d’une équipe en quête de gloire, il est joker de luxe au milieu du terrain, barré par Éric Roy. L’équipe échoue en finale de l’UEFA et termine 2e du championnat. À 36 ans, après une carrière bien remplie, il signe un bail d’une saison dans son club d’origine l'OGC Nice en 2e division. 

### Reconversion professionnelle
En 2001, Bravo devient consultant pour le groupe TPS : TPS Star, TPS Foot et Infosport. Depuis janvier 2007, il commente des rencontres de Série A sur Canal+ Sport et Sport+. Il est toujours consultant sur Infosport+ et participe à l'émission Les Spécialistes sur Canal + Sport. En novembre 2008, il devient éditorialiste au journal sportif Le 10 Sport. Après le départ de Marco Simone du Canal Football Club, il devient consultant régulier de cette émission à partir de septembre 2011. À partir de septembre 2012, il commente le match de Ligue 1 le samedi à 17h00 en alternance avec Éric Carrière et Franck Sauzée aux côtés de Stéphane Guy. En juin 2016, il quitte Canal+ et rejoint beIN Sports pour commenter les plus grandes affiches de Ligue 1 et de Ligue des Champions aux côtés de Christophe Josse.

### Engagement en faveur de la protection animale
En 2018, Daniel Bravo fait partie des personnalités publiques soutenant la campagne « balance ta fourrure » de L214,. En 2025, il commente une vidéo d'enquête de L214 sur l'abattoir de Charlieu,.

## Statistiques

### Statistiques détaillées
| Saison                | Club                   | Championnat           | Championnat | Championnat | Coupe(s) nationale(s) | Coupe(s) nationale(s) | Compétition(s) continentale(s) | Compétition(s) continentale(s) | Compétition(s) continentale(s) | France | France | Total | Total |
| Saison                | Club                   | Division              | M.          | B.          | M.                    | B.                    | Comp.                          | M.                             | B.                             | M.     | B.     | M.    | B.    |
| 1980-1981             | OGC Nice               | Division 1            | 29          | 2           | 1                     | 0                     | -                              | -                              | -                              | -      | -      | 30    | 2     |
| 1981-1982             | OGC Nice               | Division 1            | 33          | 5           | 2                     | 0                     | -                              | -                              | -                              | 3      | 1      | 38    | 6     |
| 1982-1983             | OGC Nice               | Division 2            | 29          | 11          | -                     | -                     | -                              | -                              | -                              | 1      | 0      | 30    | 11    |
| Sous-total            | Sous-total             | Sous-total            | 91          | 18          | 3                     | 0                     | -                              | -                              | -                              | 4      | 1      | 98    | 19    |
| 1983-1984             | AS Monaco              | Division 1            | 34          | 6           | 9                     | 3                     | -                              | -                              | -                              | 5      | 0      | 48    | 9     |
| 1984-1985             | AS Monaco              | Division 1            | 36          | 9           | 9                     | 3                     | C3                             | 2                              | 0                              | -      | -      | 47    | 12    |
| 1985-1986             | AS Monaco              | Division 1            | 34          | 8           | 2                     | 0                     | C3                             | 2                              | 0                              | -      | -      | 38    | 8     |
| 1986-1987             | AS Monaco              | Division 1            | 18          | 0           | 5                     | 2                     | -                              | -                              | -                              | -      | -      | 23    | 2     |
| Sous-total            | Sous-total             | Sous-total            | 122         | 23          | 25                    | 8                     | -                              | 4                              | 0                              | 5      | 0      | 156   | 31    |
| 1987-1988             | OGC Nice               | Division 1            | 21          | 3           | 5                     | 1                     | -                              | -                              | -                              | -      | -      | 26    | 4     |
| 1988-1989             | OGC Nice               | Division 1            | 29          | 15          | 5                     | 2                     | -                              | -                              | -                              | 3      | 0      | 37    | 17    |
| Sous-total            | Sous-total             | Sous-total            | 50          | 18          | 10                    | 3                     | -                              | -                              | -                              | 3      | 0      | 63    | 21    |
| 1989-1990             | Paris Saint-Germain    | Division 1            | 30          | 5           | 1                     | 0                     | C2                             | 4                              | 1                              | 1      | 0      | 36    | 6     |
| 1990-1991             | Paris Saint-Germain    | Division 1            | 35          | 8           | 3                     | 0                     | -                              | -                              | -                              | -      | -      | 38    | 8     |
| 1991-1992             | Paris Saint-Germain    | Division 1            | 36          | 6           | 2                     | 0                     | -                              | -                              | -                              | -      | -      | 38    | 6     |
| 1992-1993             | Paris Saint-Germain    | Division 1            | 30          | 3           | 6                     | 0                     | C3                             | 6                              | 0                              | -      | -      | 42    | 3     |
| 1993-1994             | Paris Saint-Germain    | Division 1            | 22          | 1           | 3                     | 1                     | C2                             | 7                              | 0                              | -      | -      | 32    | 2     |
| 1994-1995             | Paris Saint-Germain    | Division 1            | 32          | 0           | 8                     | 0                     | C1                             | 12                             | 1                              | -      | -      | 52    | 1     |
| 1995-1996             | Paris Saint-Germain    | Division 1            | 32          | 0           | 3                     | 0                     | C2                             | 8                              | 0                              | -      | -      | 43    | 0     |
| Sous-total            | Sous-total             | Sous-total            | 217         | 23          | 26                    | 1                     | -                              | 37                             | 2                              | 1      | 0      | 281   | 26    |
| 1996-1997             | Parme AC               | Serie A               | 24          | 0           | 1                     | 0                     | C3                             | 2                              | 0                              | -      | -      | 27    | 0     |
| 1997-1998             | Parme AC               | Serie A               | -           | -           | 1                     | 0                     | -                              | -                              | -                              | -      | -      | 1     | 0     |
| Sous-total            | Sous-total             | Sous-total            | 24          | 0           | 2                     | 0                     | -                              | 2                              | 0                              | -      | -      | 28    | 0     |
| 1997-1998             | Olympique lyonnais     | Division 1            | 14          | 4           | 4                     | 0                     | -                              | -                              | -                              | -      | -      | 18    | 4     |
| Sous-total            | Sous-total             | Sous-total            | 14          | 4           | 4                     | 0                     | -                              | -                              | -                              | -      | -      | 18    | 4     |
| 1998-1999             | Olympique de Marseille | Division 1            | 20          | 1           | 2                     | 0                     | C3                             | 7                              | 0                              | -      | -      | 29    | 1     |
| Sous-total            | Sous-total             | Sous-total            | 20          | 1           | 2                     | 0                     | -                              | 7                              | 0                              | -      | -      | 29    | 1     |
| 1999-2000             | OGC Nice               | Division 2            | 19          | 1           | 2                     | 0                     | -                              | -                              | -                              | -      | -      | 21    | 1     |
| Sous-total            | Sous-total             | Sous-total            | 19          | 1           | 2                     | 0                     | -                              | -                              | -                              | -      | -      | 21    | 1     |
| Total sur la carrière | Total sur la carrière  | Total sur la carrière | 557         | 88          | 74                    | 12                    | -                              | 50                             | 2                              | 13     | 1      | 694   | 103   |

### Buts internationaux
| 0   | Date            | Lieu                            | Compétition  | Résultat | Adversaire | Détail | Détail         | Détail | Sél. |
| --- | --------------- | ------------------------------- | ------------ | -------- | ---------- | ------ | -------------- | ------ | ---- |
| 1er | 23 février 1982 | Parc des Princes, Paris, France | Match amical | V 2-0    | Italie     | 84e    | du pied gauche | 2-0    | 1re  |

## Palmarès

### En club
- Vainqueur de la Coupe d'Europe des Vainqueurs de Coupe en 1996 avec le Paris SG.
- Champion de France en 1994 avec le Paris SG.
- Vainqueur de la Coupe de France en 1985 avec l'AS Monaco, en 1993 et en 1995 avec le Paris SG.
- Vainqueur de la Coupe de la Ligue en 1995 avec le Paris SG.
- Vainqueur de la Coupe des Alpes en 1983 avec l'AS Monaco.
- Finaliste de la Coupe de l'UEFA en 1999 avec l'Olympique de Marseille.
- Vice-champion de France en 1984 avec l'AS Monaco, en 1993, en 1996 avec le Paris SG et en 1999 avec l'Olympique de Marseille.
- Finaliste de la Coupe de France en 1984 avec l'AS Monaco.
- Finaliste de la Coupe Gambardella 1981 avec l'OGC Nice.

### En équipe de France
- Champion d'Europe des Nations en 1984
- International Espoirs (9 sélections), Militaires et Juniors
- 3e du Festival de Toulon en 1983

### Distinctions individuelles et collectives
- Élu joueur le plus élégant du Festival de Toulon en 1983[11].
- Membre de l'équipe de l'année IFFHS avec le Paris Saint-Germain en 1994